# Гебхард I фон Алвенслебен
Гебхард I фон Алвенслебен (на немски: Gebhard I von Alvensleben; * пр. 1190; † сл. 1216) е благородник от род Алвенслебен, споменат в документи 1190 – 1216 г., трухзрес на епископа на Халберщат, построява епископския дворец в Халберщат.
Той е син на Викхард фон Алвенслебен († сл. 1187), министериал на манастир Халберщат. Брат е на Алкмар фон Алвенслебен (* ок. 1153) и Йохан фон Алвенслебен (* ок. 1155).

## Деца
Гебхард I фон Алвенслебен има децата:
- Йохан II фон Алвенслебен (* ок. 1186, Халберщат; † пр. 1252), женен за фон Фридебург, дъщеря на Улрих I фон Полебен († сл. 1189); имат три сина
- Конрад фон Алвенслебен (* ок. 1183)